# Караоткель (Акмолинская область)
Караотке́ль (каз. Қараөткел; до 2006 г. — Ильинка) — село в Целиноградском районе Акмолинской области Казахстана. Административный центр Караоткельского сельского округа. Код КАТО — 116648100. 

## География
Село расположено на правом берегу реки Козыкош, которая вытекает из Нуры в Ишим, на расстоянии примерно 16 километров (по прямой) к востоку от административного центра района — села Акмол
Абсолютная высота — 346 метров над уровнем моря.
Ближайшие населённые пункты: село Каражар — на юге, город Астана — на востоке.
Южнее села проходит автодорога республиканского значения — Р-2 «Астана — Коргалжын» (с подъездом к Коргалжынскому заповеднику).

## История
2 марта 2019 года на встрече с премьер-министром Казахстана аким Акмолинской области доложил о процессе передачи села Караоткель на баланс города Астаны.

## Население
В 1989 году население села составляло 1223 человек (из них казахи — 64%).

В 1999 году население села составляло 1557 человек (776 мужчин и 781 женщина). По данным переписи 2009 года, в селое проживало 4310 человек (2214 мужчин и 2096 женщин). 
| Численность населения | Численность населения | Численность населения |
| 1989                  | 1999                  | 2009                  |
| --------------------- | --------------------- | --------------------- |
| 1223                  | ↗1557                 | ↗4310                 |

Весной 2019 года сотрудник акимата Караоткельского сельского округа высказывал мнение о том, что в селе «зарегистрировано около 10 тысяч человек, а действительно проживают около 40 тысяч». Официальные источники утверждают о том, что на начало 2019 года население села составляло 24 423 человека, в сравнении с 2012 годом оно выросло в 2,5 раза. Количество дворов в селое составляло 4306 (увеличение в 5 раз в сравнении с 2012 годом). Численность экономически активного населения 17 996 человек, экономически неактивное население 2427 человек, в том числе 251 пенсионер, 90 студентов, 2027 учащихся школ, 59 инвалидов.